# Моррис Вейц
Моррис Вейц (Morris Weitz, 24 июля 1916 – 1 февраля 1981) – американский философ, известный своим вкладом в эстетику. Получил степень доктора философии в Мичиганском университете. На протяжении академической карьеры преподавал в Колледже Вассара, Университете штата Огайо, а также в Брандейском Университете.
В истории эстетики имя Морриса Вейца связано с направлением, известным как антиэссенциализм. Данное направление развивалось в пятидесятых и шестидесятых годах XX века  в рамках англо-американской аналитической философии; к нему также принадлежали такие философы, как Поль Зифф и Вильям Кенник.

## Роль теории в эстетике
Наиболее известная и новаторская работа Вейца «Роль теории в эстетике» считается одним из наиболее известных текстов антиэссенциализма. В данной работе Вейц ставит под сомнение необходимость четкой дефиниции искусства, поиск которой был основной задачей всех «великих» теорий искусства (формализма, волюнтаризма, эмотивизма, интеллектуализма, интуитивизма и органицизма). Он утверждает, что по мере развития истории разные эстетические теории сменяли друг друга и опровергали предыдущие дефиниции искусства, в итоге чего мы оказались «не ближе к нашей цели, чем во времена Платона». Вейц отказывается от такой постановки проблемы, так как определить неизменный ряд необходимых и достаточных свойств искусства невозможно:
«эстетическая теория является логически тщетной попыткой определить неопределимое, установить необходимые и достаточные свойства того, что не имеет таких свойств, представить понятие искусства закрытым, тогда как его привычное использование обнаруживает и требует его открытости».
Теория является центром эстетики, она стремится определить природу искусства и сформулировать ее в виде дефиниции (то есть в виде утверждения о необходимых и достаточных свойствах того, что определяется, которое претендует быть истинным или ложным). Такие теории искусства как формализм, волюнтаризм, эмотивизм, интеллектуализм, интуитивизм, органицизм объединяет попытка установить дефициционные свойства искусства, при чем каждая из теорий утверждает, что она истинна, в то время как все другие ложны, так как упускают определенные необходимые свойства искусства. Вейц задается в данной статье вопросом, возможна ли вообще эстетическая теория в смысле истинной дефиниции или ряда необходимых и достаточных свойств произведения искусства?
Сама история эстетики заставляет сомневаться в истинности этого утверждения, - отвечает на свой вопрос Вейц. Своей задачей Вейц видит оправдать отказ от проблемы необходимости истинной дефиниции искусства. Теория, по мнению Вейца, никогда не придет в эстетику и вопрос «Какова природа искусства?» должен быть вытеснен другими вопросами, на которые эстетика способна ответить. Неспособность теории ответить на вопрос «Какова природа искусства?» или «Что такое искусство?» связана не со сложностью искусства, а с ошибочным представлением об искусстве. Эстетическая теория ошибается, когда полагает, что правильная теория о природе искусства вообще возможна. Дело в том, что искусство не имеет набора необходимых и  достаточных свойств, что значит, что его теория логическая невозможна, соответственно, невозможно сформулировать единственно верную дефиницию, включающую в себя весь набор необходимых свойств.
Каждая теория искусства предполагала, что именно она определяет истинный перечень свойств искусства и что предыдущие теории были ложными.
Например, формалистская теория, выдвинутая Беллом и Фраем  утверждает, что сущность живописи – это пластические элементы, взятые в отношении, что ее свойство – значимая форма, комбинации линий, цветов, форм, объемов, которые и вызывают отклик у реципиента. Согласно этой теории, искусство – это уникальное сочетание качественно определяемых пластических элементов в их отношении.
В свою очередь эмотивизм утверждает, что существенное свойство искусства – это выражение эмоции в некоемом чувственно-воспринимаемом общедоступном средстве. Искусство – воплощение эмоции, проекция эмоции в произведении искусства эвоцирует отклик.
Интуитивизм отказывается как от формы, так и от эмоции. У Кроче искусство связано, прежде всего, с особым творческим, познавательным и духовным актом. Искусство – это сознание уникальной индивидуальности вещей, оно существует вне уровня понятийного осмысления или действия, а значит, лишено морального и научного содержания.
Органицизм говорит, что искусство – класс органических целостностей, состоящий из различных, хотя и неотделимых элементов в их причинно-следственных отношениях, которые присутствуют в некотором чувственно воспринимаемом средстве. Брэдли заявляет, что любая вещь, являющаяся произведением искусства, есть уникальный комплекс взаимосвязанных частей (в живописи, например, линий, цветов, объемов и т.д.), взаимовлияющих друг на друга на определенной поверхности, покрытой красками.
Волюнтаристская теория Паркера  говорит, что определение искусства должно быть дано с точки зрения комплекса характеристик. Согласно волюнтаризму, искусство трояко: воплощение желаний и требований, удовлетворенных посредством изображения; язык, в качестве общедоступного средства искусства; гармония, которая объединяет язык с пластами воображаемых проекций. То есть искусство – есть обеспечение удовлетворения посредством воображения, социального значения и гармонии. Ничто больше, кроме искусства, не обладает перечисленными свойствами.
Вейц подытоживает обзор теорией искусства своим основным тезисом: все эти теории по-своему неадекватны, каждая из них подразумевает полное утверждение о дефиниционных чертах всех произведений искусства, но каждая упускает что-либо из того, что другие делают центральным. Эстетическая теория является логически тщетной попыткой определить неопределимое, это попытка представить понятие искусства закрытым, тогда как оно, напротив, должно стать открытым. Вопрос, которым нужно задаться, - не «Что такое искусство?», а «Какого рода понятием является искусство?». Задача эстетики – разъяснить применение понятия «искусство» с целью дать логическое описание действительного функционирования этого понятия.
В своей концепции Вейц исходит из Витгенштейна и его работы «Философские исследования», в которой Витгенштейн поднимает вопрос «Что такое игра?». Между настольными играми, карточными играми, играми в мяч, Олимпийскими играми нет ничего общего, между ними есть лишь сходства, родственные отношения. То, что мы можем сказать об играх – это не необходимые и достаточные свойства, а сложная сеть сходств, которые лишь частично совпадают и пересекаются. Таким образом  игры образуют семью с семейными сходствами.
По аналогии с играми, познание искусства не состоит в том, чтобы схватить выявленную или скрытую сущность, оно состоит в способности узнавать, описывать и объяснять те произведения, которые мы называем «искусством» благодаря этим сходствам. Основное сходство между этими понятиями – их открытая структура. Открытая структура означает, что мы не можем перечислить все случаи и все условия, при которых правильно применять понятие «искусство», поскольку всегда могут появиться непредвиденные или новые условия. Таким образом понятие является открытым, если условия его применения поправимы, то есть если можно вообразить ситуацию, которая потребовала бы решения с нашим участием, чтобы расширить использование этого понятия для включения в него этой ситуации, либо же ограничить понятие и изобрести новое, имея дело с новым случаем и его новым свойством. Понятие является ограниченным, если необходимые и достаточные условия для приложения понятия могут быть установлены. Такое, однако, возможно только в логике и математике.
Отвечая на вопрос «Являются ли «Поминки по Финнегану» Джойса романом?», необходимо не проводить фактический анализ, а определить сходно ли рассматриваемое произведение в некоторых отношениях с другими произведениями, уже названными «романами» и гарантирует ли это произведение расширение понятия и включение нового случая.
Понятие «искусство» - открытое понятие, а новые условия и случаи постоянно появлялись и будут появляться и далее. Однако в искусстве есть законные закрытые понятия, они таковы ради особенной цели. Например, понятие «трагедия» является открытым и должно оставаться таковым, чтобы допускать возможность новых случаев. Понятие «дошедшая до нас греческая трагедия» является закрытым. В случае с этим понятием возможно выработать реальную дефиницию, в которой будут перечислены свойства дошедших до нас греческих трагедий.
Мы используем понятие «искусство» одновременно и как дескриптивное, и как оценочное.
Когда мы говорим, что «Х – произведение искусства», нет необходимых и достаточных условий, при которые такое высказывание было бы правильным, но существуют ряды условий сходства, узлы свойств, ни одно из которые не присутствует с необходимостью, но большинство из которых существуют, когда мы описываем предметы как произведения искусства. Эти узлы свойств Вейц также называет «критериями опознания. Когда мы описываем нечто как произведение искусства, мы исходим из условий, присущих некоему сорту артефакта, созданному человеческим умением, изобретательностью и воображением, который воплощает в материальном средстве (дереве, камне, словах, звуках) некоторые отличимые элементы и отношения. Но ни один из критериев не является дефиниционным, необходимым или достаточным.
Оценочное использование понятия «искусство» содержит «критерии оценивания», то есть условия высказывания «Что-либо хорошо как произведение искусства» включает определенные предпочитаемые свойства или характеристики искусства. Типичный пример оценочного использования – ситуация, когда говорят, что это – произведение искусства, подразумевая, что это – удачная гармония элементов. Фразы «Это – произведение искусства» и «Это – успешная гармонизация элементов» часто уравниваются в значении  из-за создающих художественность свойств, которые берутся как критерий понятия «искусство», хотя это, конечно, не так. Мы вправе использовать понятие «искусство» для оценки, однако нельзя утверждать, что теории оценочного использования понятия «искусство» являются истинными и реальными дефинициями необходимых и достаточных свойств искусства, они, напротив, являются номинальными дефинициями, в которые понятие «искусство» вновь определяется в терминах выбранных критериев.
Эти номинальные дефиниции, однако, очень ценны благодаря обсуждению причин изменения критериев понятия «искусство». Ценность каждой теории искусства состоит в попытке установить и оправдать некоторые критерии, отрицаемые или искажаемые предшествующими теориями. Например, высказывание формалистской теории «Искусство – это значимая форма» нельзя принять как истинную дефиницию искусства, однако значимость этому высказыванию дает то, что оно призывает вернуться к пластическим элементам в то время, когда литературные и изобразительные элементы был первостепенными для живописи. Таким образом, роль теории – не определять что-либо, а использовать форму определения, чтобы производить критические рекомендации, для акцентирования или сосредоточения нашего внимания на некоторой особенности искусства. Необходимо принимать эстетические теории не буквально, иначе они все окажутся не верны, а как рекомендации к тому, что именно искать и как на что-либо смотреть в искусстве, как внимать определенным чертам искусства.
Позднее Вейц также разработал философию критики, в рамках которой критик должен описывать, интерпретировать, оценивать и в итоге строить теории о рассматриваемой работе.

## Работы
- Philosophy of the Arts, 1950
- "The Role of Theory in Aesthetics". Journal of Aesthetics and Art Criticism. 15: 27–35. 1956. reprinted in P. Lamarque and S. H. Olsen (eds), Aesthetics and the Philosophy of Art: The Analytic Tradition, (Oxford: Blackwell, 2004), pp. 12–18.
- Philosophy in literature (1963)
- Philosophy of the arts (1964)
- Hamlet and the philosophy of literary criticism (1964) ISBN 978-0226892399
- editor of "Problems in aesthetics" (1959, 21970)